# زاوية سيدي عبد القادر الفاسي
زاوية سيدي عبد القادر الفاسي والمعروفة أيضًا بالزاوية الفاسية، هي إحدى أهم الزوايا الدينية الصوفية التاريخية في مدينة فاس في المغرب. سمي الضريح المقترن بمسجد تيمنا باسم مؤسس الزاوية الشاذلية خلال القرن السابع عشر الشيخ عبد القادر بن علي الفاسي الملقب ب«تاج العارفين» ومفتي الصوفية في المدينة حيث تم دفنه. تقع الزاوية جنوب فاس البالي في مدينة فاس القديمة.:133:64–65.:278
يعد الضريح أحد الزوايا العديدة في المدينة وفي جميع أنحاء البلاد الذي ارتبط بتقليد الصوفية الفاسية.